# Škoda 706 RO
Le Škoda 706 RO est un autobus fabriqué en Tchécoslovaquie à partir de 1947. Il a été largement fabriqué sous les marques Škoda, Avia et Karosa. Le modèle 706 RO est construit sur la base du camion Škoda 706 R. 
Le Škoda 706 RO a été remplacé par Škoda 706 RTO.

## Historique
Ce modèle d'autobus a été développé pendant la Seconde Guerre mondiale par le constructeur Škoda AZ. Après la guerre, les autorités gouvernementales ayant nationalisé l'industrie, décident que désormais seules les automobiles seraint produites dans les usines Škoda de Mladá Boleslav, transférant de fait la production des camions codifiés R et des autobus RO chez le constructeur Avia à Prague, devenu l'une des filiales d'AZNP créé en 1946. Les carrosseries des versions autobus de ligne étaient produites par Avia, les autres versions par "Sodomka", devenu Karosa en 1948, où l'assemblage était réalisé sur un châssis fourni par Avia. Les châssis et les autobus ont été fabriqués par Avia de 1947 à 1951 avant d'être transférés chez LIAZ à Rýnovice jusqu'en 1957, où la production était strictement la même que chez Avia. Karosa a continué à recevoir les châssis LIAZ sur lesquels étaient montées ses propres carrosseries.
Selon la nomenclature des modèles de l'époque : marque de diffusion Škoda, le numéro 706, celui du moteur, RO autobus, provenant du camion 706 R.
Le constructeur tchécoslovaque Škoda a toujours fabriqué des autobus et des camions portant le numéro 706 déjà avant la Seconde Guerre mondiale. À la fin des années 1940, Škoda a lancé de nouveaux modèles avec ce nom mais habillés d'une carrosserie produite par son compatriote Karosa.
À l'époque, c'était un bus moderne de grande capacité reprenant le concept du tramway. L'autobus 706 RO dérivait du camion Škoda 706 R, le moteur et certaines autres parties du bus et du camion étaient les mêmes sauf le châssis qui a été abaissé et allongé. Le carrosserie, composée de profilés en acier soudés, a été fabriquée avec les critères de modularité suivants : version autobus urbain avec deux quadrilatères, portes à double vantaux repliables et autobus de ligne, une porte à quatre vantaux repliables. Les autocars de ligne disposaient d'une galerie de toit sur laquelle on transportait les bagages des voyageurs. 
La disposition des sièges de la version urbaine était particulière. Au cours des premières années de production, dans la partie avant de l'autobus, il y avait deux banquettes le long des parois et, à l'arrière, les sièges étaient individuels et placés dos à dos transversaux. Plus tard, cette distribution a été remplacée par celle plus classique avec des sièges individuels perpendiculaires aux parois.
Un exemplaire resté un prototype d'autocar de grand luxe a été présenté en 1947. La finition était digne d'une automobile d'apparat avec des sièges en cuir très  confortables avec appuis-tête réglables, il y avait des toilettes à l'arrière du véhicule. Un compartiment à bagages a été créé sous le plancher, comme dans les autocars d'aujourd'hui.

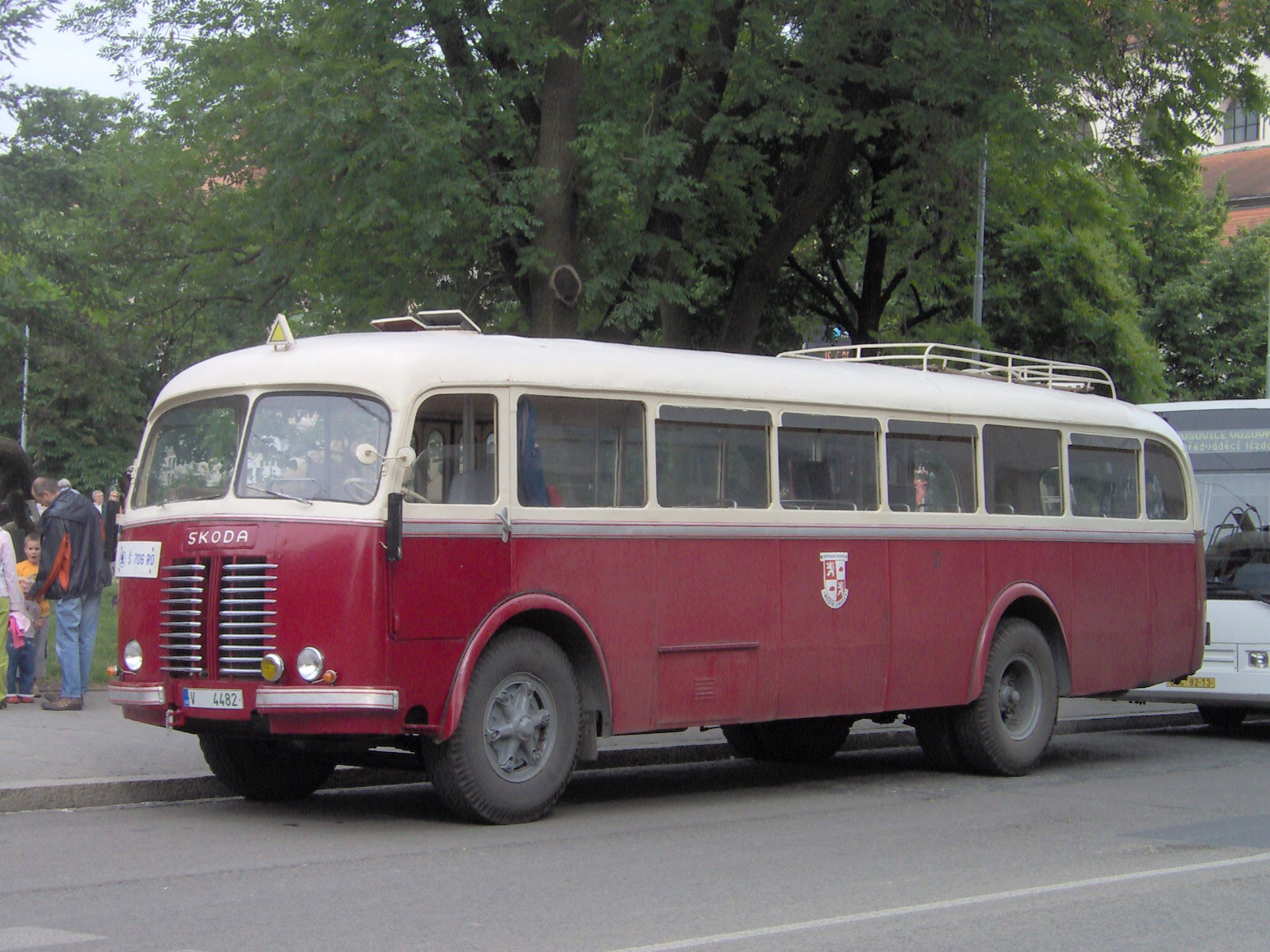
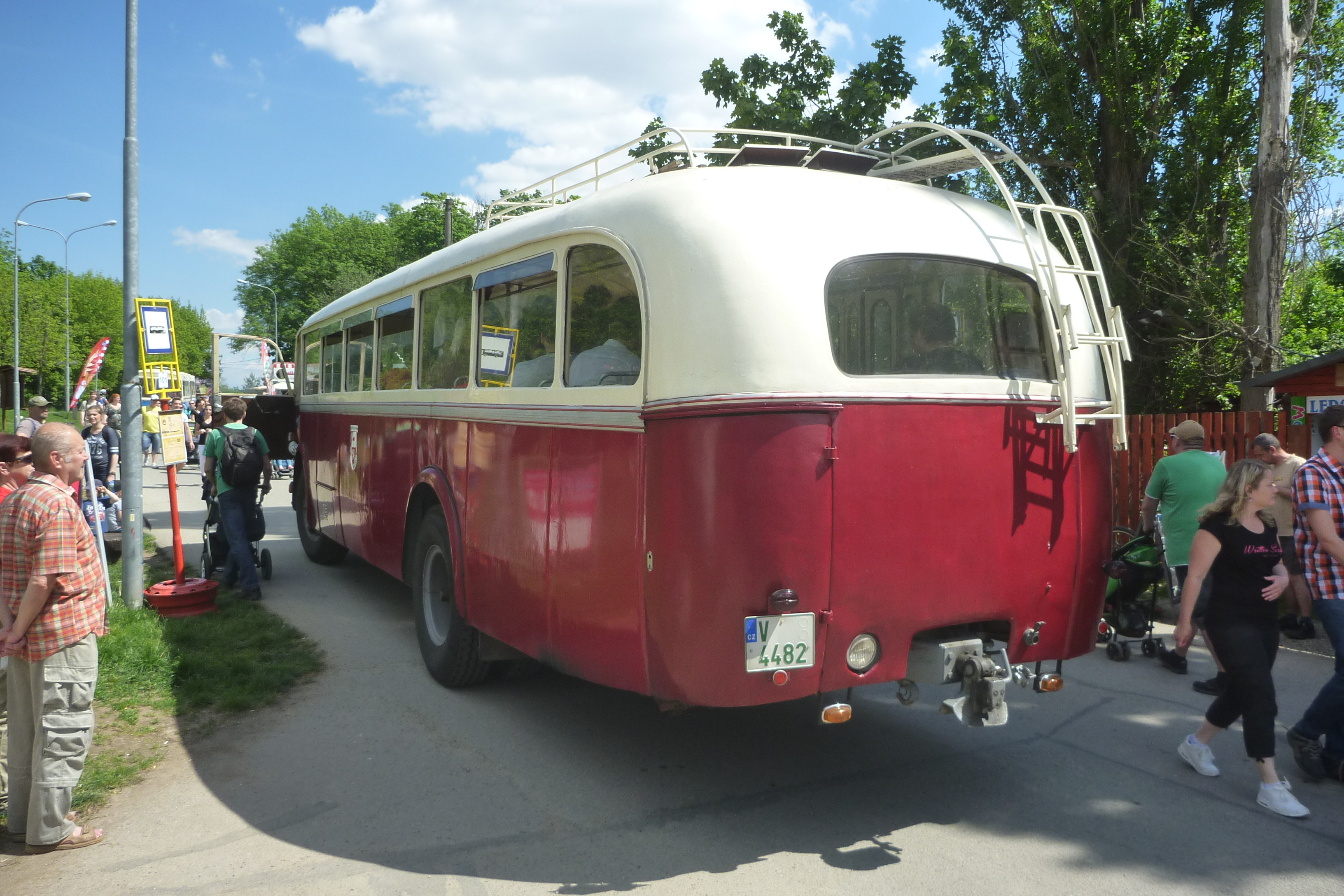